# Karosseriewerke Weinsberg
Die Karosseriewerke Weinsberg (kurz KW), heute ein deutsches Werkzeugbau-Unternehmen mit Sitz in Bretzfeld, wurden in Weinsberg gegründet, wo sie bis 2011 auch ihren Sitz hatten. Sie waren früher auch als Karosseriebauunternehmen und als Aufbauhersteller tätig. Bekannt sind sie vor allem für die Wohnmobile, die sie unter dem Markennamen Weinsberg von 1969 bis 1992 bauten.

## Geschichte

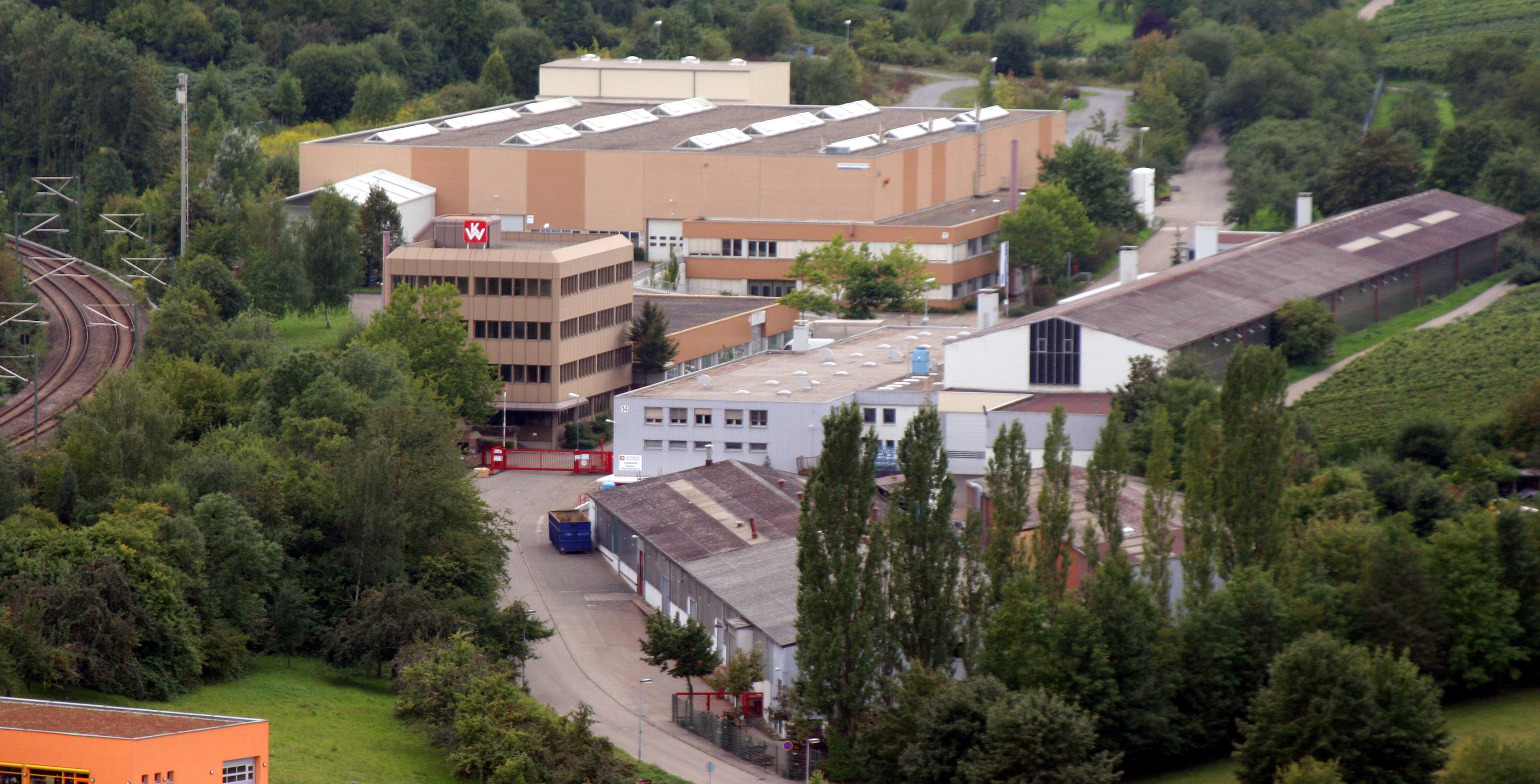
Gelände der Karosseriewerke Weinsberg (2006)

### Anfangsjahre
Das Unternehmen wurde 1912 von dem Gipsermeister Gustav Alt und dem Maurermeister Wilhelm Schuhmacher mit einem Stammkapital von 80.000 Goldmark in Weinsberg gegründet. Auf dem Werksgelände im Süden der Weinsberger Altstadt, am heute so genannten Stadtseebach gelegen, wurde ein Fabrikgebäude erstellt. Erstes Produkt des neuen Unternehmens waren Pferdekutschen, die von anfangs 35 angestellten Sattlern, Schreinern und Wagnern in handwerklicher Bauweise hergestellt wurden. Noch im gleichen Jahr wurde auch mit der Produktion von Karosserien für Automobile begonnen, die als Einzelanfertigung in ähnlicher Weise wie die Kutschen aus Holz und Leder hergestellt wurden. Der Umsatz des Unternehmens erreichte 1913 die Summe von 119.300 Mark. 1914 erwarb der aus einer Reutlinger Hoteliersfamilie stammende Franz Eisenlohr, der vorher schon Teilhaber war, den Betrieb.
Im selben Jahr unterbrach der Erste Weltkrieg die reguläre Produktion. Im Auftrag des Königlich Württembergischen Kriegsministeriums stellten die KW bis Kriegsende Pferde-Feldwagen für militärische Zwecke her. Nach Kriegsende wurde die Produktion dieser Feldwagen fortgeführt; einige hundert gingen als Reparationsleistung an die Französische Armee. Noch bis zum Beginn des Zweiten Weltkriegs wurden die Feldwagen an die Wehrmacht geliefert.

### Zwischen den Kriegen
1920 wurde die Fertigung von Automobilkarosserien wieder aufgenommen, vorerst wie gehabt aus Holz und Leder. 1922 wurde ein erstes Bürogebäude erstellt. Die Goldmark-Eröffnungsbilanz der KW von 1924 wies eine Bilanzsumme von 340.300 Mark aus. Ab 1925 wurde die auf dem Holzrahmen befestigte äußere Sperrholz-Beplankung auf Drängen der Automobilhersteller nach und nach von genormten Blechverkleidungen verdrängt, und zu den Sattlern, Schreinern und Wagnern gesellten sich Spengler. Die KW gehörten zu den ersten Karosseriebau-Unternehmen, die diese neue Technik aufgriffen. 1925 erhielten sie von den NSU Motorenwerken im nahen Neckarsulm den ersten Karosseriebau-Serienauftrag. In den folgenden Jahren stellten die KW für alle führenden und viele kleinere Automobilhersteller Karosserien her, unter anderem für Auto Union, BMW, Citroën, Daimler-Benz, Ford, Magirus, Opel, Wanderer und viele andere.
Ab 1930 erteilte auch Fiat Großaufträge nach Weinsberg. 1931 wurden für Fiat beispielsweise 1500 Kraftdroschken (Taxis) für die Reichshauptstadt Berlin gebaut. Weitere Großaufträge ermöglichten der KW die Expansion; 1937 wurden ein Umsatz von 3.545.600 Mark und eine Belegschaft von 699 Personen erreicht. Bei etwa 4500 Weinsberger Bürgern waren die KW damit der wichtigste Arbeitgeber in der Stadt.

### Fiat-Tochterunternehmen

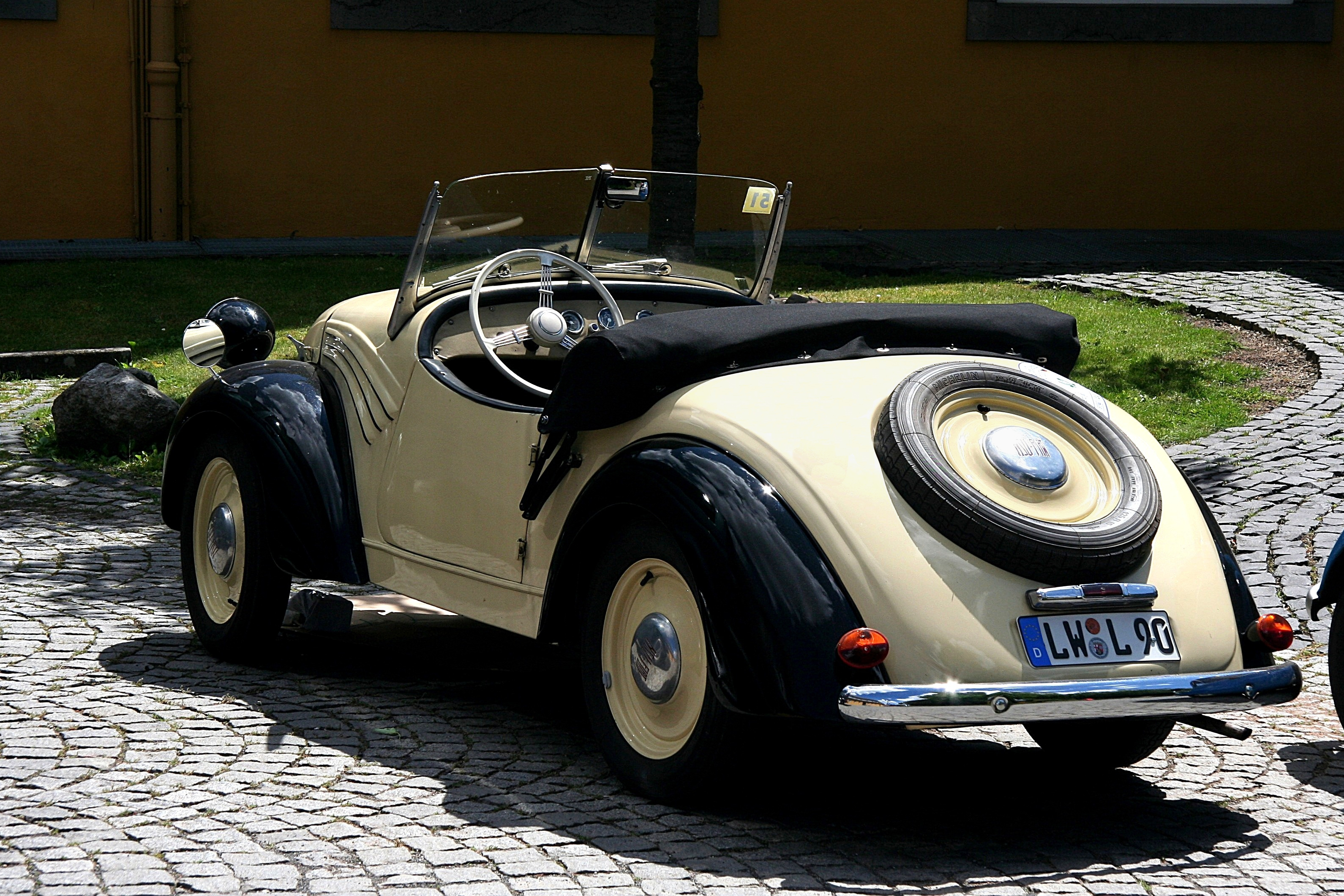
NSU-Fiat Weinsberg Roadster,
Baujahr 1940

1938 verkaufte der Eigentümer Eisenlohr, der wegen Meinungsverschiedenheiten mit dem NS-Staat in der Leitung weitgehend entmachtet worden war, das Unternehmen an Fiat, die 1929 schon das Heilbronner Werk von NSU übernommen hatten. Die KW blieben aber auch im Besitz von Fiat immer gesellschaftsrechtlich eigenständig. In den folgenden Jahren wurden in Heilbronn und Weinsberg dann in großen Stückzahlen Fiat-Automobile wie der Fiat 500 Topolino gefertigt.
Im Zweiten Weltkrieg wurden die KW erneut für die Militärproduktion eingespannt. Neben einer kleinen Serie von Kübelwagen wurden vor allem Flugzeug-Teile aus Aluminium angefertigt, unter anderem Tragwerke für die Me 410 und Außentragwerke für die Me 262.
Die Zahl der Beschäftigten, 1944 noch bei 729, sank 1945 auf 114, der Umsatz entsprechend von 4.233.500 Mark auf 1.093.200 Mark. In den Jahren nach Kriegsende wurden aus dem übrig gebliebenen Aluminium Dinge wie Löffel, Möbelbeschläge und Schilder gefertigt; die Schreinerei stellte Möbel und Radiogehäuse her, die Wagnerei landwirtschaftliche Fahrzeuge. Fahrzeugreparaturen für Fiat und die US-Armee und Sonderkarosserien für US-Armee-Fahrzeuge gehörten ebenfalls zum Programm.
1946 begann mit Blechführerhäusern für Büssing-Lkw der Wiedereinstieg in die Serienproduktion. 1950 wurde in Weinsberg die Karosserie für den Gutbrod Superior gebaut. Im gleichen Jahr stellte KW die letzte Holzrahmen-Karosserie für einen Fiat 500 C her. In den späteren 1950er- und den 1960er-Jahren wurden in Weinsberg die Fiat-500-Varianten Fiat Neckar, Fiat Jagst und Fiat Weinsberg (Fiat Coupé Weinsberg 500) gebaut. Auch ein dreirädriger Kleinlastwagen, bezeichnet als Neckar Pully 700, wurde hergestellt. Er bewältigte bei einer Leermasse von 500 kg eine Nutzlast von 700 kg.
Auch die Zusammenarbeit mit Porsche, schon 1933 durch den Bau eines Urkäfer-Prototyps für NSU und Ferdinand Porsche begonnen, wurde in den 1950er-Jahren beispielsweise mit der Lackierung tausender Sportwagen in Weinsberg fortgesetzt. 1955 begann mit der Fertigung von Schiebedächern der Aufbau einer umfangreichen Kfz-Zubehör- und Einzelteilproduktion, die Kotflügel, Ablagefächer, Taxi-Trennwände und anderes mehr umfasste.
1958 stiegen die KW gezielt in das Geschäft mit dem Werkzeug- und Vorrichtungsbau ein; für den Eigenbedarf waren schon zuvor Werkzeuge angefertigt worden. 1969 brachten die KW schließlich das erste „eigene“ Automodell auf den Markt, ein Wohnmobil auf der Basis des Fiat 238, das sich gut verkaufte. Unter der Marke Weinsberg folgten weitere Modelle auf der Basis von Fiat-, Mercedes- und Volkswagen-Modellen. 1974 folgte der Einstieg in den Bau von Sonderfahrzeugen wie Krankentransport-, Rettungs- und Notarztwagen, die vereinzelt auch vorher schon gebaut worden waren.
1970 beschloss Fiat, die Fertigung in Deutschland einzustellen und sich auf eine Verkaufs- und Serviceorganisation zu beschränken. Die Karosseriewerke Weinsberg wurden an eine deutsche Treuhandgesellschaft verkauft.

### Niedergang und Neuanfang
Bis Ende der 1980er-Jahre liefen die Geschäfte gut. Nachdem schon 1961 bis 1965 das Presswerk sowie der Werkzeug- und Vorrichtungsbau in zwei neu erstellte Werkshallen auf einem Gelände an der Bahnlinie nach Heilbronn übergesiedelt waren, wurde ab 1983 die Aussiedlung auch des restlichen Betriebs in drei neu erstellte Gebäude an diesem Platz vorangetrieben. Im Weinsberger Stadtgebiet wurde dadurch eine Fläche von 2,1 Hektar für neue Nutzungen frei, die nach dem 1986 erfolgten Umzug und dem anschließenden Abriss der alten KW-Gebäude bis 1994 mit Wohn- und Einzelhandelsflächen neu überbaut wurde. Das Stadtbild Weinsbergs wurde dadurch entscheidend verändert.
Wurde zum 75-jährigen Bestehen im Oktober 1987 noch „eine stetige Aufwärtsentwicklung“ festgestellt bei einem Umsatz von 85 Millionen DM und einem Beschäftigungsstand von 550 Mitarbeitern (darin jeweils eingeschlossen zwei kleinere Tochterunternehmen in Heilbronn), musste zu Beginn des Jahres 1988 aufgrund der schlechten wirtschaftlichen Lage der Kunden in der Automobilindustrie schon für einen Teil der Belegschaft Kurzarbeit angemeldet werden. Auch der 50-prozentige Einstieg der Prechter GmbH des deutsch-amerikanischen Unternehmers Heinz Prechter (American Sunroof Corporation) im März 1988, der die KW 1989 ganz übernahm, konnte den Niedergang nicht aufhalten.

Weinsberg-Logo

Im August 1992 wurde die Sparte Wohnmobile und Rettungsfahrzeuge (und mit ihr die Marke Weinsberg) an die Tabbert Industrie AG (heute Knaus Tabbert) verkauft. Das Unternehmen spezialisierte sich auf die Teilefertigung und den Vorrichtungs- und Werkzeugbau. Aufgrund der anhaltend schlechten wirtschaftlichen Lage wurde nach stetigem Personalabbau im April 2002 Insolvenz angemeldet. Nach über drei Jahren fand sich mit der Surikate GmbH aus Bad Rothenfelde ein neuer Investor, der das Unternehmen zum 1. August 2005 übernahm. Von 454 Mitarbeitern zum Zeitpunkt der Übernahme 1988 waren bis zum August 2005 noch 75 übrig geblieben. Die Mitarbeiterzahl der KW stieg nach dem Einstieg der Surikate GmbH bis zum Jahr 2009 auf 85 leicht an. Am 11. März 2009 meldeten die KW nach großen Verlusten in den Jahren 2007 und 2008 und einem Umsatzrückgang von über 60 % im Januar 2009 jedoch erneut Insolvenz an. Mit noch 23 Mitarbeitern übernahm schließlich im Dezember 2009 die Bretzfelder Wolpert-Gruppe die Karosseriewerke Weinsberg. 2011 wurden die KW nach Bretzfeld-Schwabbach verlegt.
Quelle für den Abschnitt Geschichte: